# San Juan Bautista (Kalifornien)
San Juan Bautista ist eine Stadt im US-Bundesstaat Kalifornien. Sie trägt den spanischen Namen Johannes des Täufers und liegt im San Benito County, im San Juan Valley zwischen den Gabilan Mountains und den Flint Hills. Bei der Volkszählung von 2020 wurde eine Einwohnerzahl von 2089 ermittelt.

## Spanische Missionsstation
In der Umgegend siedelten ursprünglich Mutsun in kleinen Dörfern. Im Jahr 1797 wurde die Mission San Juan Bautista von Pater Fermín Francisco de Lasuén, einem spanischen Franziskaner (OFM), gegründet, er verstarb 1803. Sie ist die fünfzehnte von 21 Missionsstationen, welche ab 1769 in Alta California (Oberkalifornien) entlang des „El Camino Real“ bis nach San Francisco hinauf eingerichtet wurden. Ein ungepflastertes, noch originales Teilstück dieser Route führt östlich am Ort vorbei. Später ging der Name der Mission auf die entstehende Ansiedlung über. Die Kirche mit Campanario („Glockenwand“) wurde 1812 fertiggestellt, ein größerer Glockenturm 1868.

## Ortsgründung
Der mexikanische Staat (Unabhängigkeit ab 1821) säkularisierte im Jahr 1833 die Missionen. Die auf ihrem Grundbesitz entstandenen Gemeinden wurden meist zu Pueblos (Städten) erklärt. Die Missionsgebäude bildeten mit anderen ringsum die Plaza, den Hauptplatz von San Juan Bautista. Der Politiker José Antonio Castro wurde Mayordomo (Verwalter) des Gebiets und lokaler Ranchero (Großgrundbesitzer). Sein Anwesen, die repräsentative Casa José Castro von 1840, gehört heute zu den National Historic Landmarks, wie auch die Casa Juan de Anza, welche eher den typischen Siedlerbauten dieser Zeit entspricht. Beide liegen an oder nahe der historischen Plaza. Dieser Bereich (der „San Juan Bautista Plaza Historic District“, heute auch San Juan Bautista State Historic Park), sowie der „Third Street Historic District“ mit frühen Siedlungshäusern (heute Einkaufsstraße) gelten als besonders erhaltenswert.
Nach der Niederlage im Mexikanisch-Amerikanischen Krieg fallen im Jahre 1848 Alta California und andere nördliche Territorien Mexikos an die USA, im selben Jahr kommt es zum Kalifornischen „Goldrausch“, welcher eine Einwanderungswelle auslöst. Ab dieser Zeit prägten Bauten des Old West (umgangssprachlich „Wilder Westen“) den Ort.

## Trivia
Einer der Drehorte für Alfred Hitchcocks Vertigo – Aus dem Reich der Toten von 1958 war das Areal der Mission. Der Glockenturm von 1868 wurde im Jahr 1949 wegen Baufälligkeit abgerissen. Für die Filmszenen wurde per Trickfotografie (in Matte-Painting-Technik) der aufgenommenen Kirche ein deutlich größerer Glockenturm hinzugefügt und ein Stiegenhaus nachgebildet, um Schwindelgefühl (den „Vertigo-Effekt“, mittels Dolly-Zoom) auf der Kinoleinwand zu betonen.

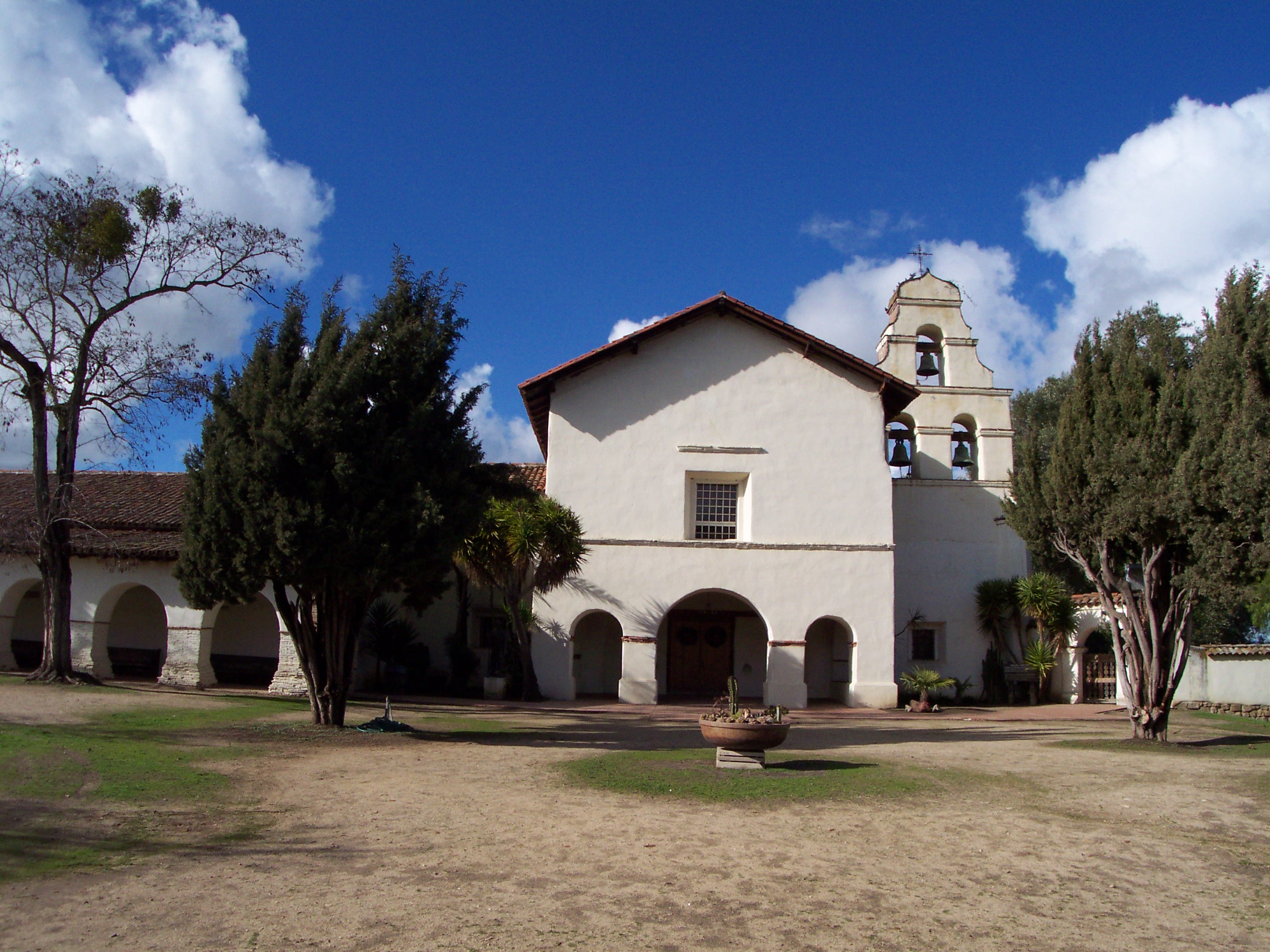
Missionskirche und Glockenwand, 1812.
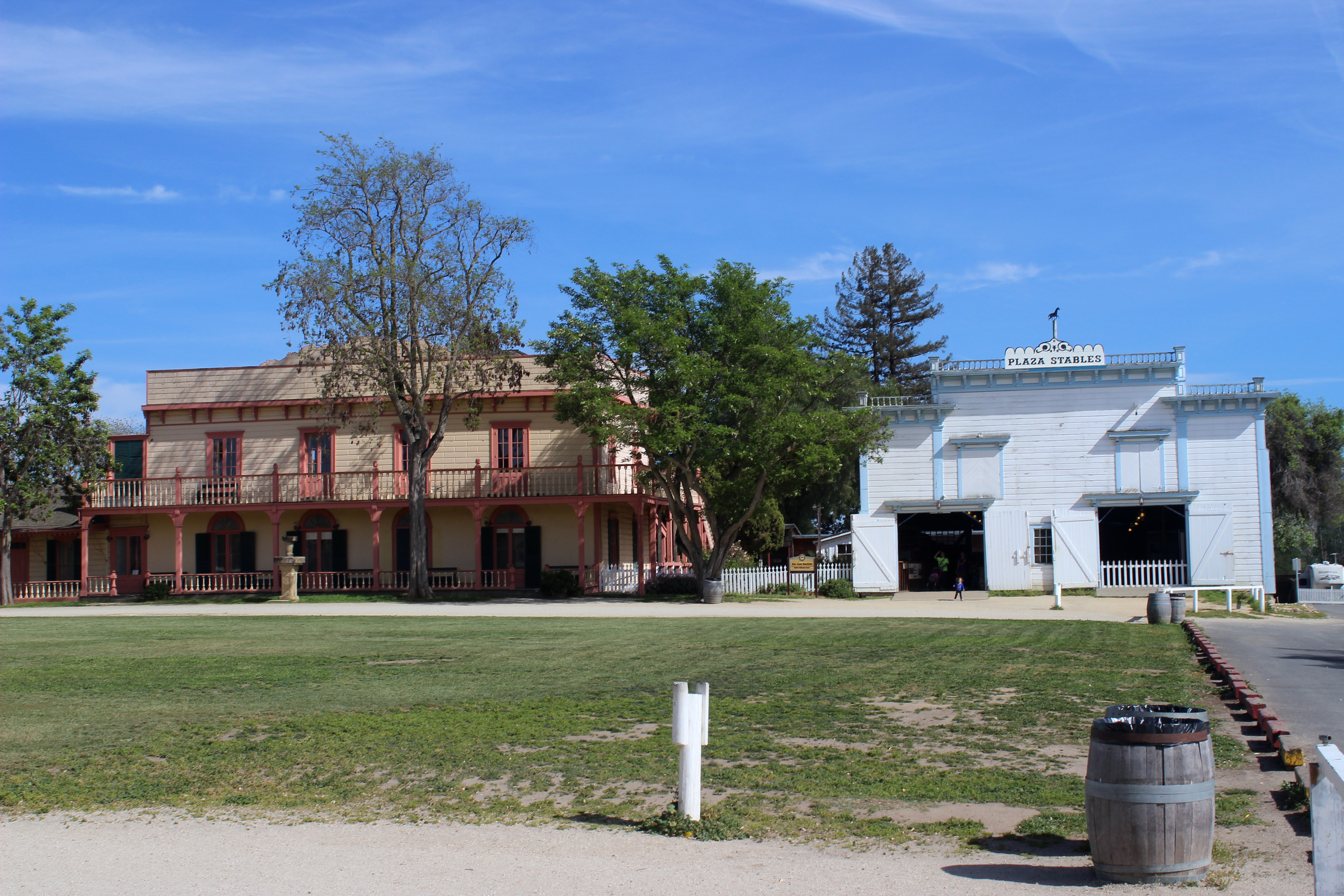
Zanetta-Haus, 1815, daneben Mietstall.
Missionsgebäude, vom Mietstall aus.
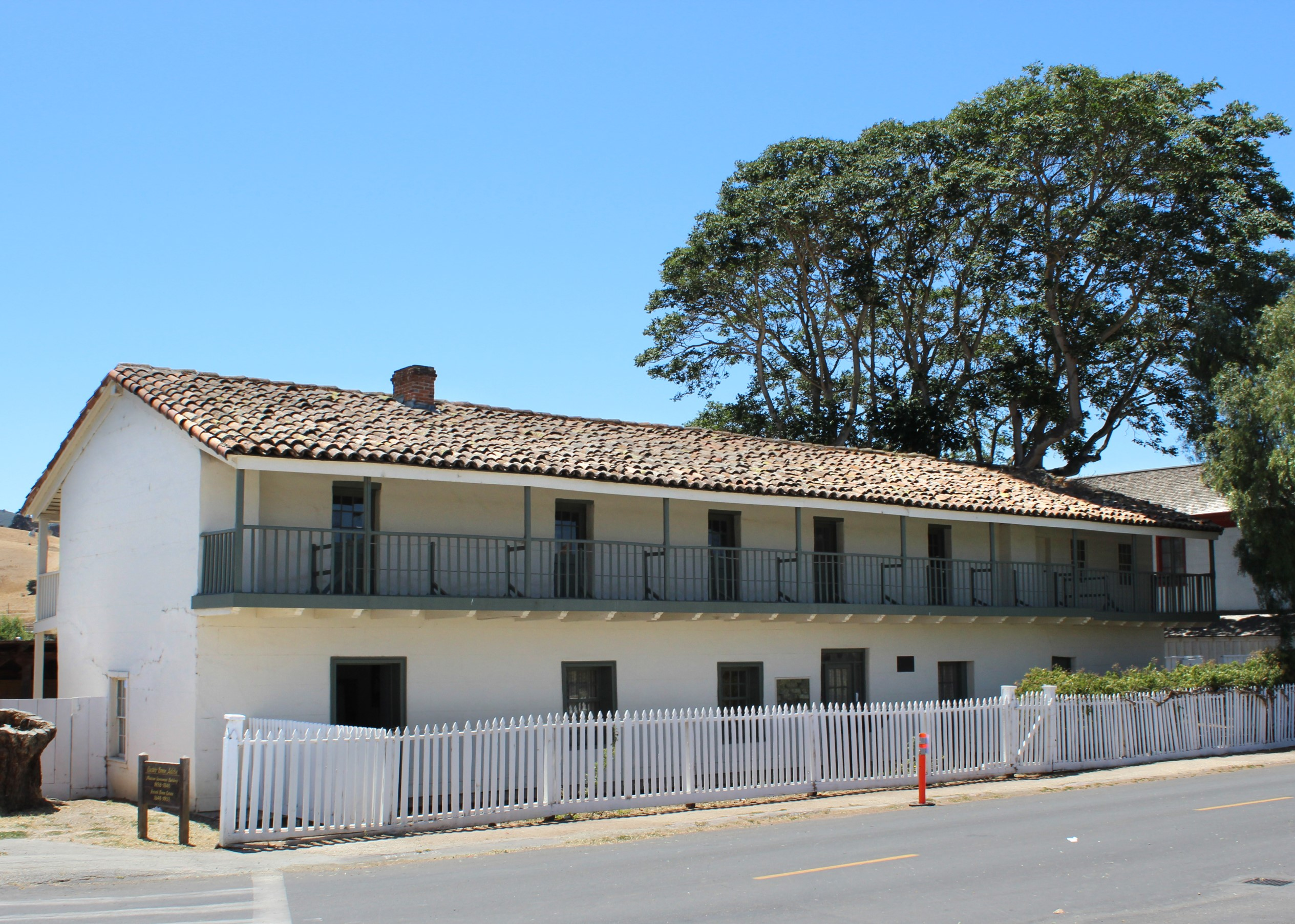
José Castro-Haus, 1840, Zustand 2013.
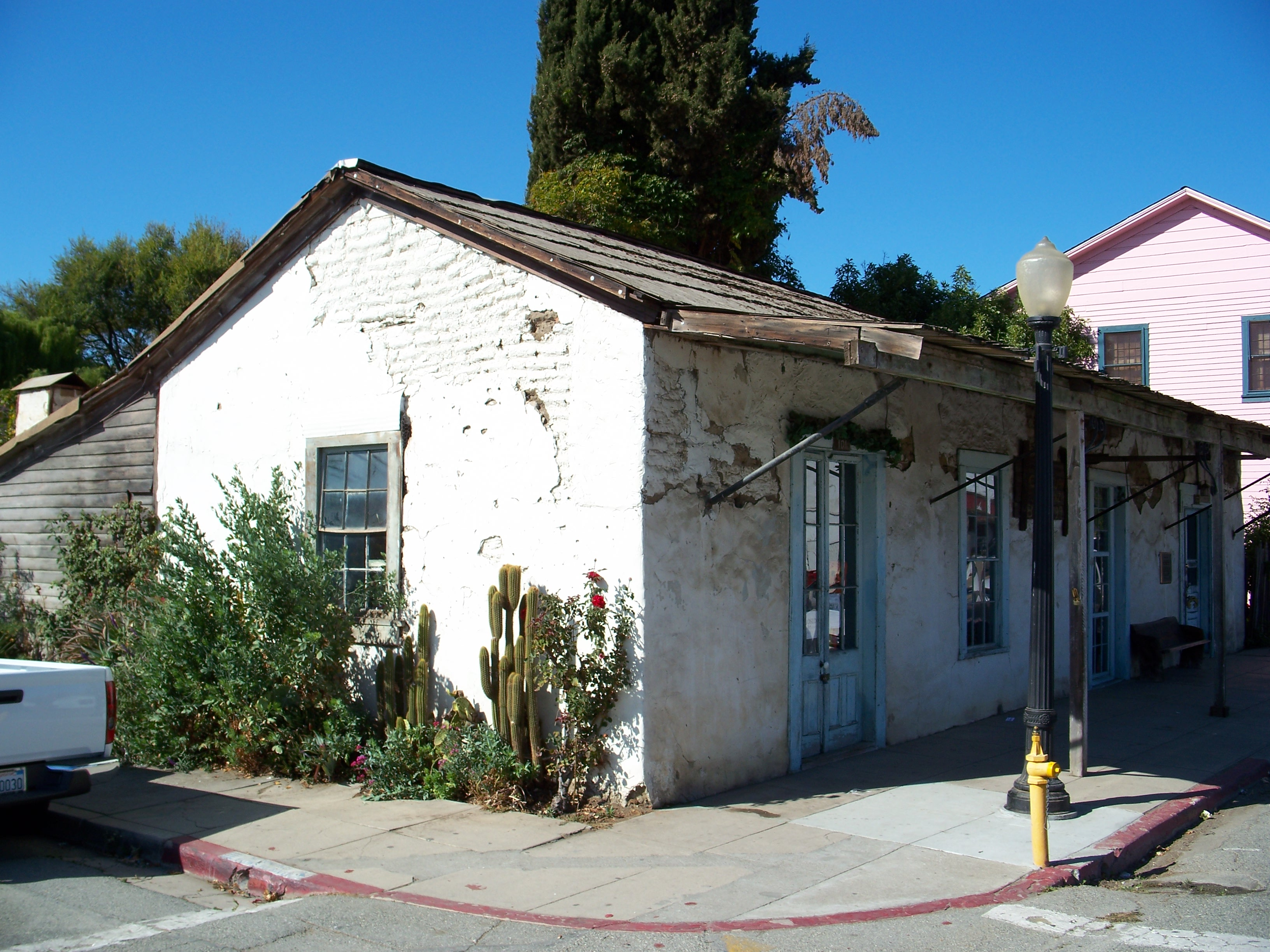
Juan de Anza-Haus, vermutlich nach 1800.
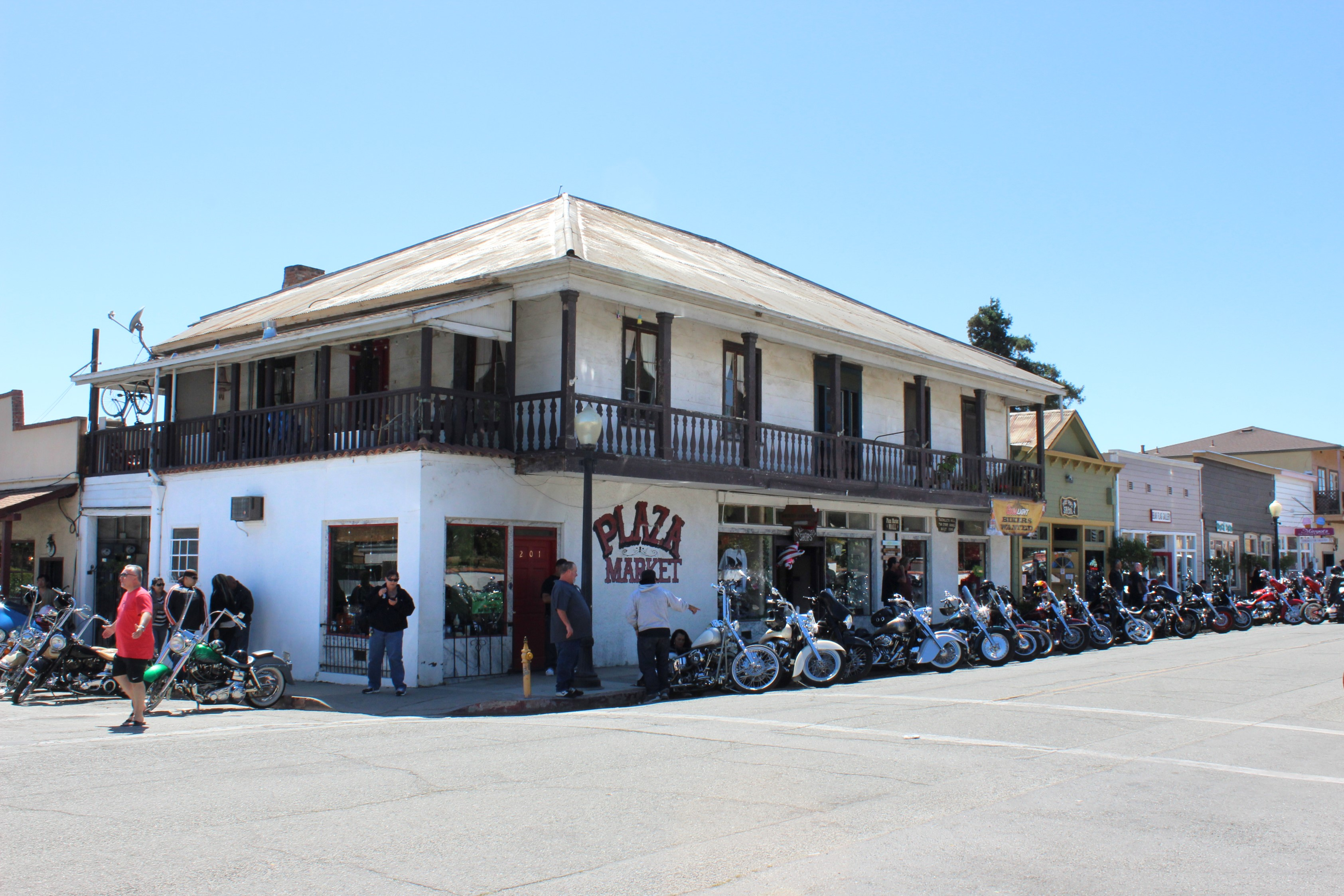
Tuccolleta Hall, 1800, ex-Taverne/Tanzhalle.
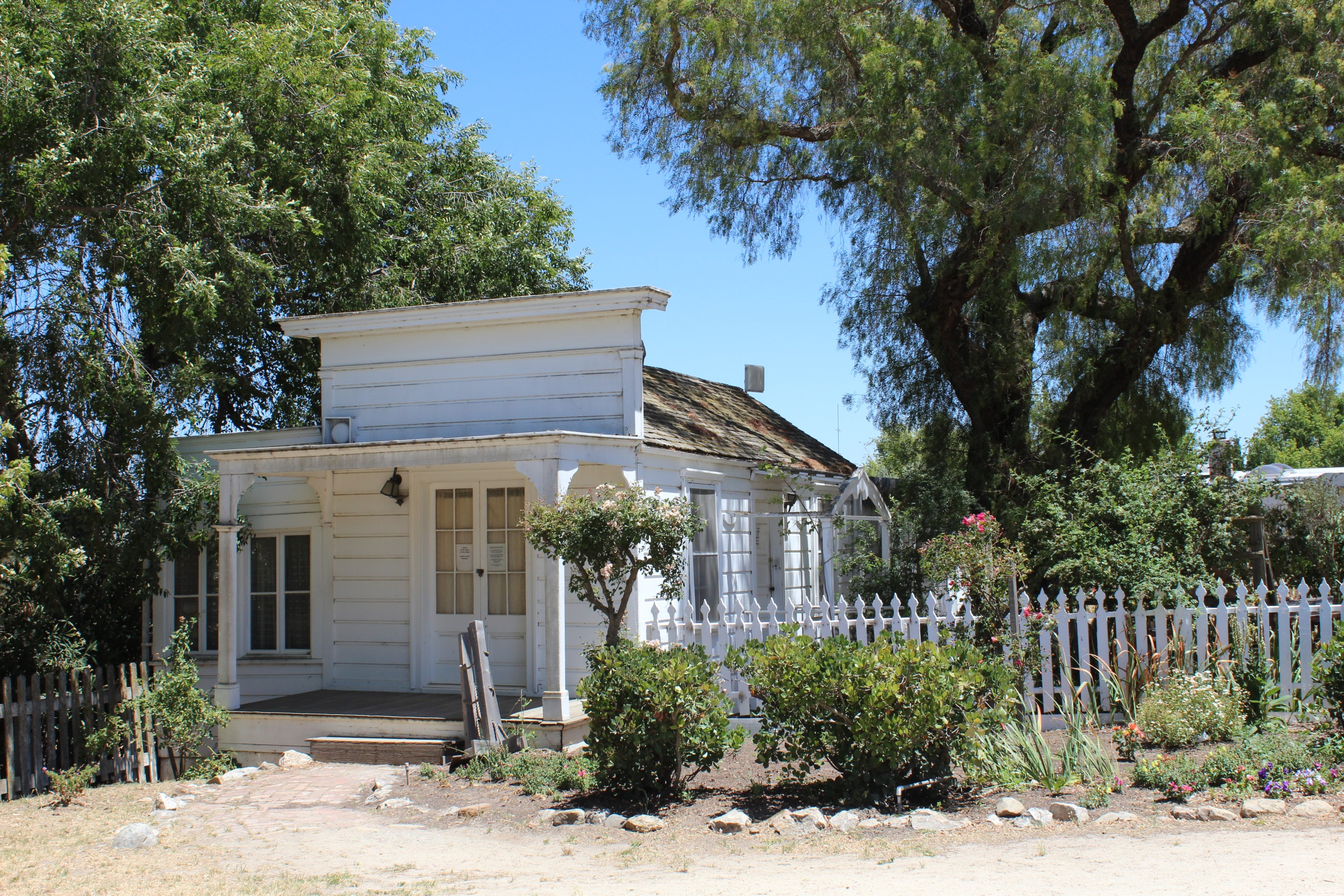
Siedlerhaus/Laden, erbaut ca. in 1850ern.
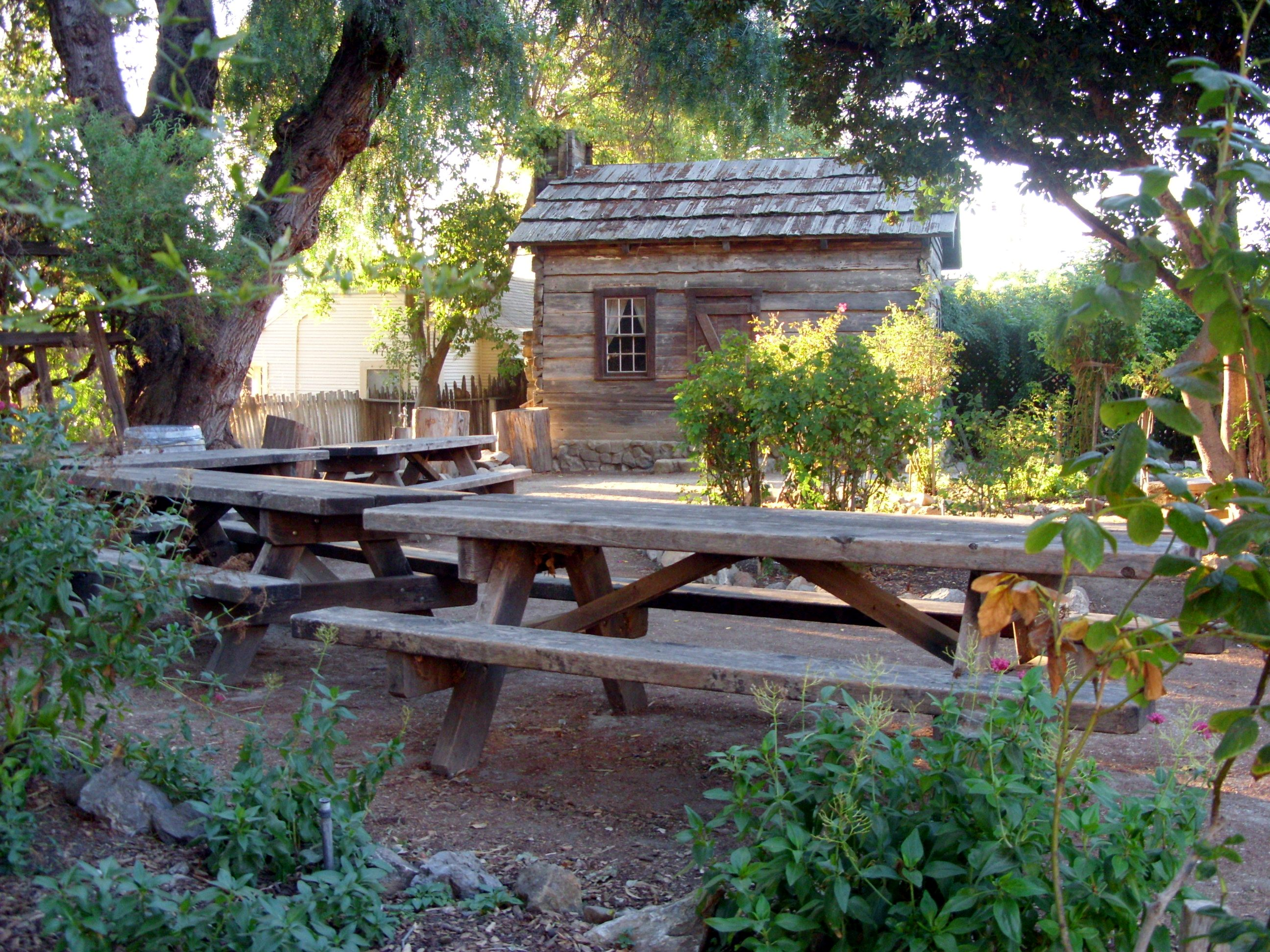
Wells Fargo Express, Frachtdepot, 1850er.

## Persönlichkeiten
- John Stephen Horn (*  1931 in San Juan Bautista; † 2011 in Long Beach), Politiker